# Parcul Industrial Răut
Parcul Industrial „Răut” a fost creat pe 11 iulie 2013, în baza activelor Răut SA, în municipiul Bălți, Republica Moldova. Întreprinderea administratoare a Parcului Industrial „Răut” este Societatea pe Acțiuni „Răut”, fondată în 1944.
Parcul Industrial „Răut” este amplasat pe o suprafață de 9,5 ha, în două subzone, în centrul municipiului Bălți.

###### Legea 182 din 15 iulie 2010
Parc Industrial – teritoriu delimitat ce dispune de infrastructură tehnică și de producție, în care se desfășoară activități economice, preponderent producție industrială, prestare de servicii, valorificare a cercetărilor științifice și/sau dezvoltare tehnologică într-un regim de facilități specifice în vederea valorificării potențialului uman și material al unei regiuni

## Condiții pentru potențiali rezidenți

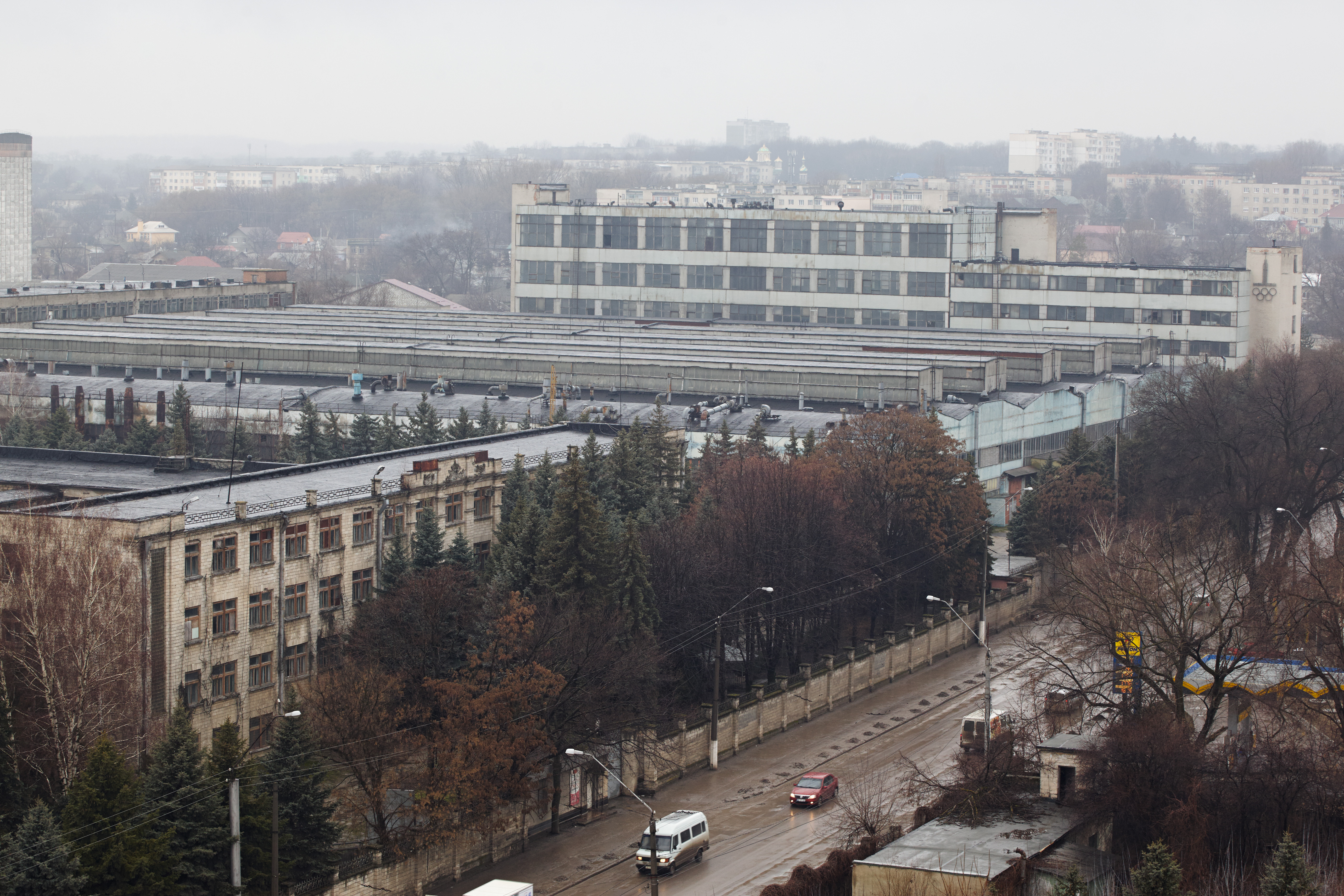
strada Decebal

Rezident al Parcul Industrial „Răut” poate deveni orice companie moldovenească sau străină (cu obligația, în timp util, să se înregistreze în Republica Moldova) sau persoană fizică, care intenționează să desfășoare activități de producere industriale și/sau să acorde servicii rezidenților parcului industrial. Alte activități pe teritoriul parcului industrial sunt interzise. 
Rezidenții pot obține dreptul de a activa în cadrul Parcului Industrial „Răut” doar în baza unui concurs 

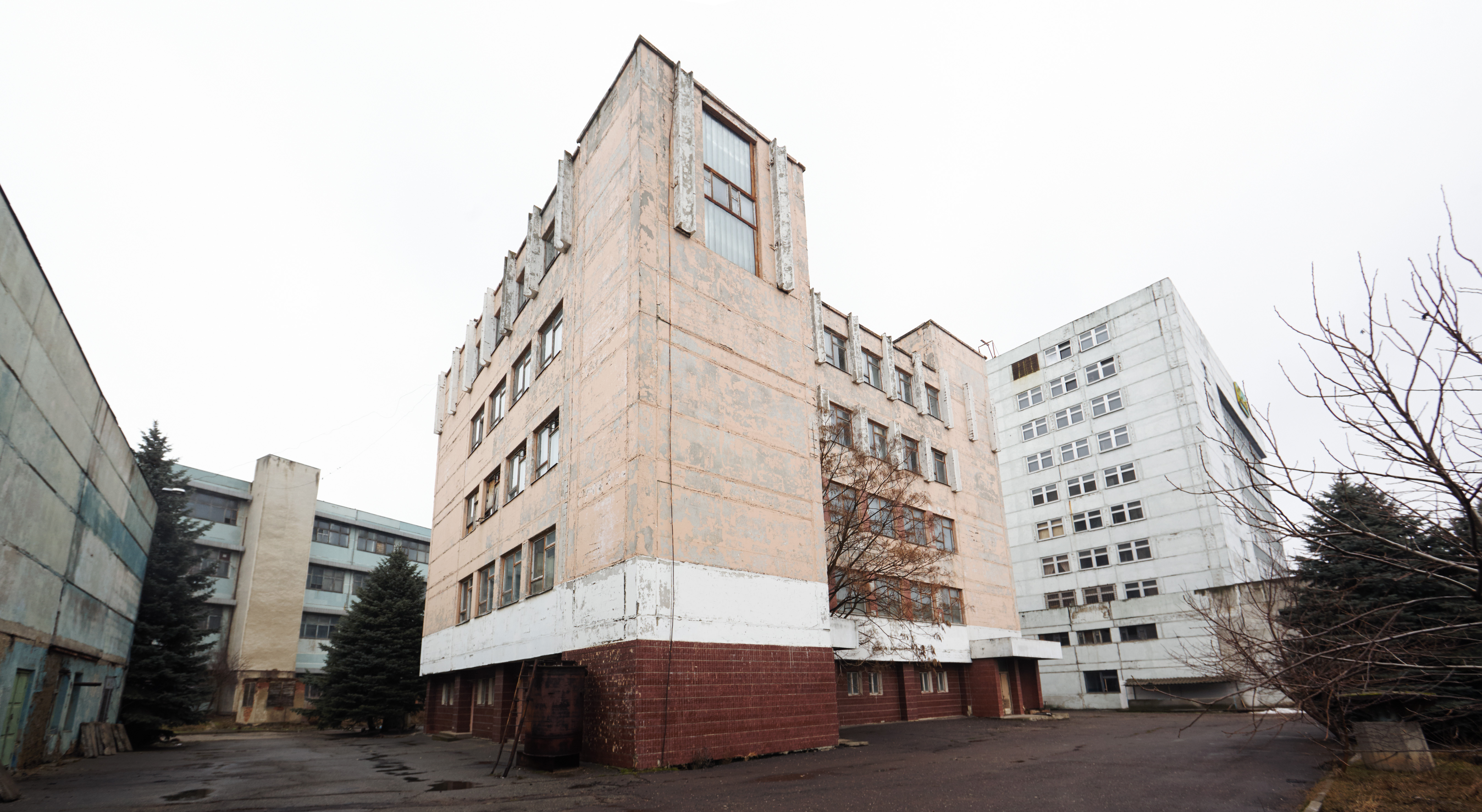
Blocul 57B (industrial)

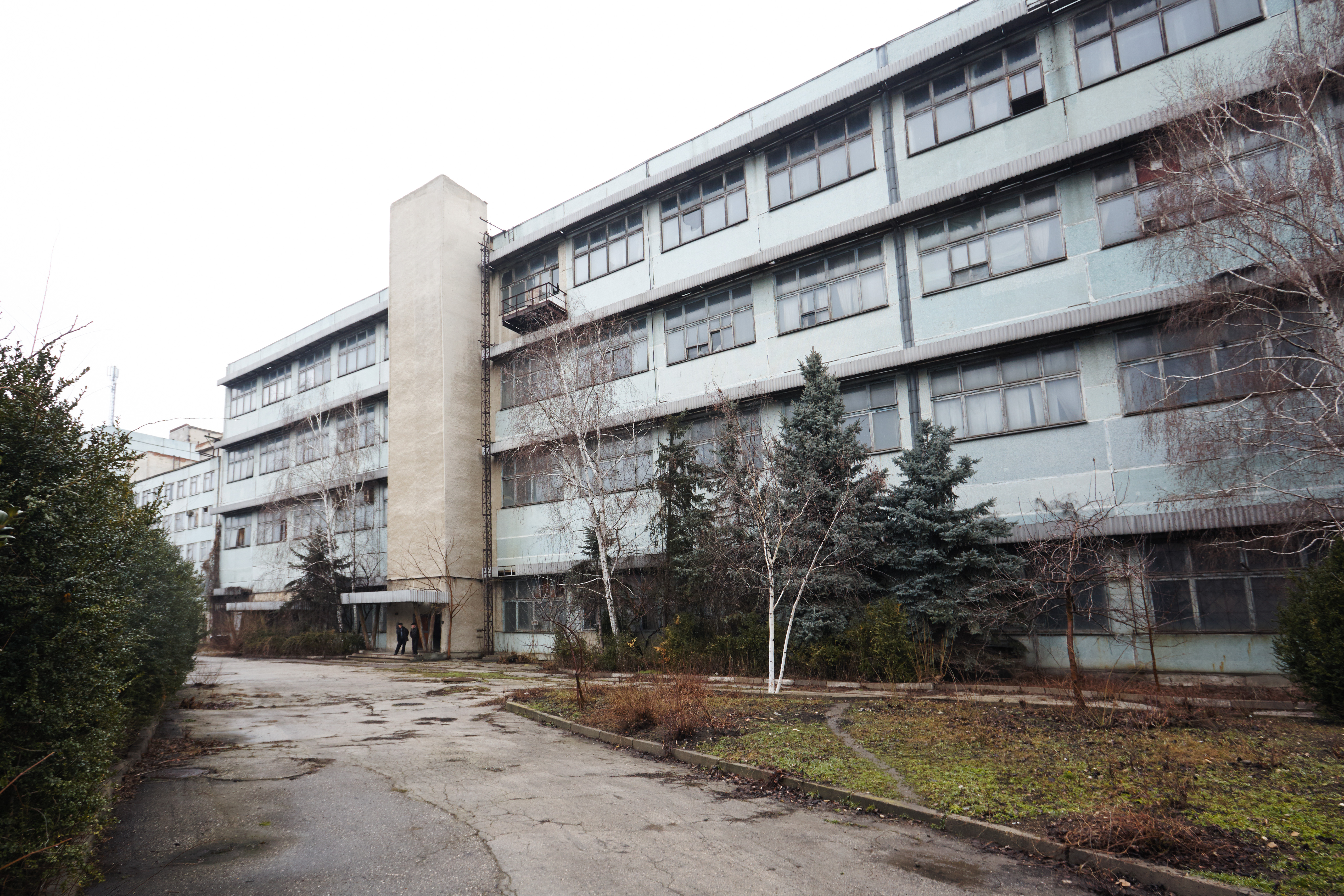
Blocul 50 (industrial)

## Rezidenți
Rezidenți ai Parcului Industrial „Răut” sunt companiile:
1. ICȘ „Rif-Acvaaparat” SA
2. „Lot” SA
3. „Eurocons-Prim” SRL
4. „Company A&A” SRL
5. „Multivers” SRL
6. ÎM „Elektromanufacturing” SRL